# GSC2419-353
GSC2419-353 — хімічно пекулярна зоря спектрального класу B8, що має видиму зоряну величину в смузі V приблизно 10,5.

## Пекулярний хімічний вміст
Зоряна атмосфера GSC2419-353 має підвищений вміст 
Si
.